# Scathophaga infumatum
Scathophaga infumatum är en tvåvingeart som först beskrevs av Becker 1907.  Scathophaga infumatum ingår i släktet Scathophaga och familjen kolvflugor. Inga underarter finns listade i Catalogue of Life.